# Las sergas de Esplandián
Las sergas de Esplandián (De heldendaden van Esplandián) is het vijfde boek in een reeks Spaanse ridderromans geschreven door Garci Rodríguez de Montalvo, waarvan Amadis de Gaula de eerste was. De eerste bekende editie van Las sergas verscheen in juli 1510 in Sevilla, maar er is zeker nog een oudere editie geweest, mogelijk uit 1496.
In de roman wordt het fictieve eiland California vermeld, waar alleen vrouwen wonen en dat geregeerd wordt door koningin Calafia. Toen Spaanse ontdekkingsreizigers in de 16e eeuw een eiland (eigenlijk schiereiland) ten westen van Mexico ontdekten, waar naar verluidt alleen Amazonen woonden, noemden zij het California. De huidige Mexicaanse staten Baja California en Baja California Sur en de Amerikaanse staat Californië hebben hun naam hieraan te danken.